# Christina Bjordal
Christina Elisabeth Nesse Bjordal (Haugesund, 25 settembre 1980) è una cantante norvegese.

## Biografia
Christina Bjordal ha pubblicato il suo primo album Where Dreams Begin che ha registrato insieme alla sua band nel 2003. È salita alla ribalta nel 2006 con il secondo album Brighter Days, che ha raggiunto la 31ª posizione nella classifica norvegese e che le ha fruttato un premio Sildajazz.

## Discografia

### Album in studio
- 2003 – Where Dreams Begin (Christina Bjordal Band)
- 2006 – Brighter Days
- 2009 – Warrior of Light

### Singoli
- 2006 – Brighter Days
- 2009 – In Your Waters
- 2019 – Free Like a Bird
- 2020 – Keep On Singing